# Immetalia josioides
Immetalia josioides är en fjärilsart som beskrevs av Walker 1864. Immetalia josioides ingår i släktet Immetalia och familjen nattflyn. Inga underarter finns listade i Catalogue of Life.